# ياد حانه
ياد حانه مستوطنة مجتمعية إسرائيلية في مدينة طولكرم، أقيمت عام 1950 على أراضي عدد من أحياء مدينة طولكرم. قامت إسرائيل في عام 2002 بتركيب جدار عازل لفصل مدينة طولكرم عن المستوطنة.

## التاريخ
أقيمت مستوطنة ياد حانه عام 1950 على أراضي مجموعة من أحياء مدينة طولكرم.

## الموقع
تقع مستوطنة ياد حانه في مدينة طولكرم وبالقرب من جامعة فلسطين التقنية خضوري بالمدينة، وبجوار معبر 104 الشهير بالمدينة، الذي يعد أحد المعابر الهامة الواصلة بين إسرائيل والضفة الغربية.

## السكان
بلغ عدد سكان مستوطنة ياد حانه عام 2018 حوالي 926 نسمة.